# Macrotarsomys bastardi
Macrotarsomys bastardi là một loài động vật có vú trong họ Nesomyidae, bộ Gặm nhấm. Loài này được Milne-Edwards & G. Grandidier mô tả năm 1898.